# 중설 비원순 저모음
중설 비원순 저모음(中舌 非圓脣 低母音) 또는 중설 평순 개모음(中舌 平脣 開母音)은 모음의 하나이다.
- 이 모음은 혀의 위치를 전설모음일 때와 후설모음일 때의 중간 정도로 해서 발음하는 중설모음이다.
- 이 모음은 입술을 둥글게 하지 않고 발음하는 비원순모음이다.
- 이 모음은 닿소리가 되지 않을 정도로 혀의 위치를 낮춰서 발음하는 저모음이다.

## 예
| 언어                                          | 철자  | 발음     | 뜻                    |
| 카탈루냐어                                    | sac   | [säk]    | 봉투, 자루            |
| 체코어                                        | prach | [präx]   | 먼지                  |
| 표준 덴마크어                                 | barn  | [ˈpɑ̈ːˀn] | 아이                  |
| 오스트레일리아 영어, 뉴질랜드 영어, 미국 영어 | bra   | [bɹɐ̞ː]   | 브라(브래지어의 준말) |
| 북잉글랜드 영어                               | trap  | [tʰɹäp]  | 올가미                |
| 다문화 런던 영어                              | trap  | [t̠ɹ̝̊äʔp]  | 올가미                |